# Trichosteleum constrictum
Trichosteleum constrictum är en bladmossart som beskrevs av Ferdinand François Gabriel Renauld 1898. Trichosteleum constrictum ingår i släktet Trichosteleum och familjen Sematophyllaceae. Inga underarter finns listade i Catalogue of Life.